# Manoir du Treuscoat
 (janvier 2017).
Si vous disposez d'ouvrages ou d'articles de référence ou si vous connaissez des sites web de qualité traitant du thème abordé ici, merci de compléter l'article en donnant les références utiles à sa vérifiabilité et en les liant à la section « Notes et références ».
Le manoir du Treuscoat est situé sur la commune de Pleyber-Christ, dans le département du Finistère.